# Velké Helsinky

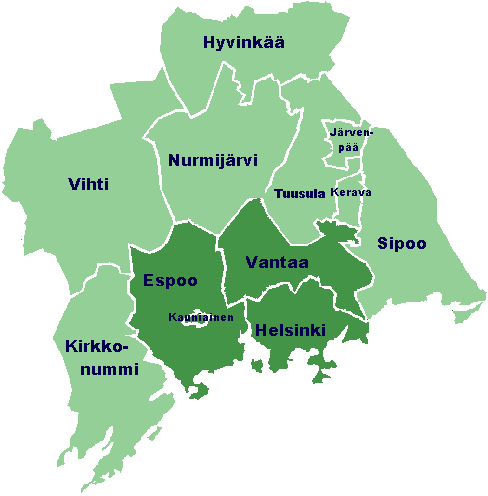
Mapa Velkých Helsinek (tmavě zelená) a Helsinského regionu (světle zelená)

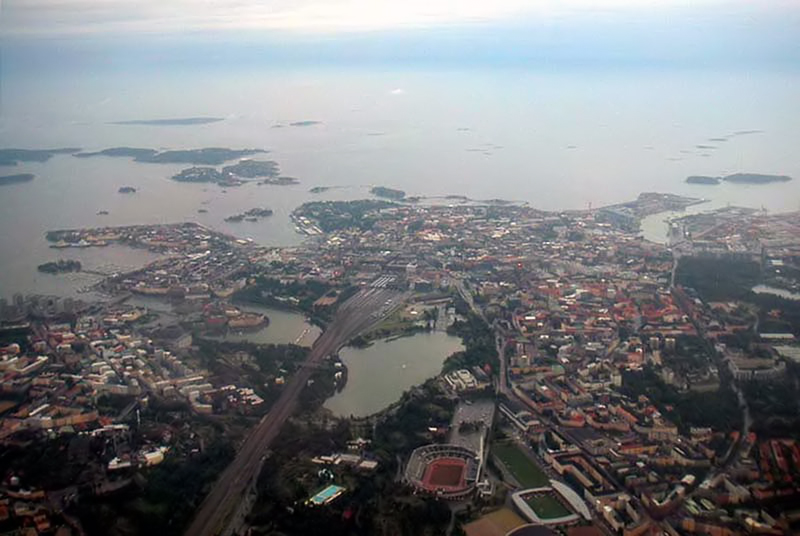
Helsinky, centrum regionu, letecký pohled

Velké Helsinky (finsky Suur-Helsinki, švédsky Storhelsingfors), Region hlavního města (Pääkaupunkiseutu, Huvudstadsregionen), Helsinki Metropolitan Area a Helsinský region (Helsingin seutu, Helsingforsregionen) označují oblasti různých velikostí, obklopující Helsinky, hlavní město Finska. Leží na pobřeží Finského zálivu, části Baltského moře. 
Tato oblast má mezi 1 až 1,3 miliony obyvatel, podle toho, kterou z nich myslíme. Je největší městskou oblastí Finska a jeho nejdůležitějším hospodářským, kulturním, vzdělávacím a výzkumným centrem. Zde sídlí osm z dvaceti finských univerzit a většina významných společností a vládních institucí. Stejně tak jako hlavní finské letiště Helsinki-Vantaa.

## Velké Helsinky
Tento pojem, také anglicky Helsinki Metropolitan Area, označuje většinou Region hlavního města, ale často i Helsinský region.

### Region hlavního města
K Velkým Helsinkám patří města Helsinki, Espoo, Vantaa a Kauniainen. Mají kolem 1 milionu obyvatel (975 922 v roce 2004) na rozloze 765 km² – pětina obyvatel Finska na 0,2 % jeho plochy – a ročně přitahují 8000 až 10 000 nových obyvatel.

### Regionální svaz YTV
Jeho hlavními úkoly jsou recyklace a svoz odpadků a veřejná doprava.

### Helsinský region
Helsinský region tvoří navíc obce Hyvinkää, Mäntsälä, Pornainen, Järvenpää, Kerava, Kirkkonummi, Nurmijärvi, Sipoo, Tuusula a Vihti. Nejsou ještě členy regionálního svazku YTV, Kerava a Kirkkonummi se jím ale brzy stanou.
V roce 2004 měl Helsinský region 1 233 000 obyvatel, v roce 1975 jich bylo 904 670. V roce 2025 je očekáváno 1,5 milionů, jiné prognózy ale počítají se stagnací na dnešní úrovni.
Centra regionu jsou propojena sítí příměstských vlaků (finsky Pääkaupunkiseudun lähiliikenne) a regionálních autobusů.
V širším regionu je kolem 25 obcí, s více než 1,3 miliony obyvatel. Denně ale dojíždějí další za prací, dokonce až z Lahti nebo i Tampere.